# 남원서진여자고등학교
남원서진여자고등학교(南原瑞眞女子高等學校)는 대한민국 전북특별자치도 남원시 월락동에 있는 사립 고등학교이다.

## 학교 연혁
- 1980년 5월 15일 : 학교법인 남녕학원 인가, 초대 이사장 이남근 선생 취임
- 1983년 12월 24일 : 한남여고 설립 인가
- 1984년 3월 4일 : 신입생 186명 입학
- 1998년 12월 4일 : 학교법인 서암학원 인가
- 1999년 1월 2일 : 서암학원 초대 이사장 박병기 선생 취임
- 1999년 8월 18일 : 남원서진여고 학교명 변경
- 2024년 2월 7일 : 제38회 졸업 97명 (총 졸업생 7,122명)
- 2024년 3월 4일 : 입학식(91명)
- 2024년 9월 2일 : 제13대 이진선 교장 취임

## 참고 자료
- 남원서진여자고등학교 - 한국교육학술정보원 학교알리미